# Mademoiselle (film, 2001)
Pour les articles homonymes, voir Mademoiselle (homonymie).
Pour plus de détails, voir Fiche technique et Distribution.
Mademoiselle est un film français réalisé par Philippe Lioret en 2000 et sorti en France le 21 mars 2001.

## Synopsis
Claire Canselier mène une vie paisible et heureuse, mariée et mère de deux enfants.
Mais lors d'un séminaire du groupe pharmaceutique, pour lequel elle travaille comme visiteuse médicale, elle rencontre Pierre. Celui-ci est improvisateur et voyage avec deux compagnons de cérémonie en cérémonie. Ils tombent tout de suite amoureux l'un de l'autre et vont vivre une journée ensemble, à travers des évènements inoubliables.

## Fiche technique
- Réalisation : Philippe Lioret, assisté d'Olivier Coutard et de Vincent Dachet
- Scénario : Emmanuel Courcol, Philippe Lioret et Christian Sinniger
- Décor : Denis Renault
- Costumes : Anne Micolod et Cécile Magnan
- Photographie : Bertrand Chatry
- Monteuse : Mireille Leroy
- Monteur son : Katia Boutin
- Musique : Philippe Sarde
- Mixage : Anne Le Campion
- Maquilleuses : Jocelyne Lemery, Marie-Anne Hum et Laetitia Szymocha
- Effets spéciaux : Daniel Lenoir et Olivier Cohen-Bacri
- Ingénieur du son : Stéphane Lioret
- Régisseurs : André Bouvard et Julien Bouley, assistés de Dominique Hué, Brice Blasquez et Martin Grangé
- Directeur du casting : Emmanuel Delanque
- Scripte : Béatrice Pollet
- Chef accessoiriste : Yvon Moreno
- Bruiteur : Jérôme Lévy
- Chef éclairagiste : Dominique Dehoua
- Chef machiniste : Denis Scozzesi
- Habilleuse : Lydia Bernardi
- Perchiste : Jean-Louis Lebras
- Distribution : Rezo Films (France)
- Exportation, distribution internationale : Artbox (France)
- Durée : 73 min
- Genre : comédie romantique
- Date de sortie :
  -  France - 21 mars 2001

## Distribution
- Sandrine Bonnaire : Claire Canselier
- Jacques Gamblin : Pierre Cassini
- Isabelle Candelier : Alice Cohen
- Zinedine Soualem : Karim Coutard
- Jacques Boudet : Gilbert Frémont
- Patrick Mercado : Nounours
- Christian Sinniger : le chauffeur de la voiture des mariés
- Philippe Begla : Philippe Carioux
- Maryvonne Schiltz : Elisabeth Carioux
- Gérard Lartigau : Henri Blasco
- Blandine Pélissier : la pharmacienne
- Olivier Cruveiller : Villeval
- Alain Cauchi : Granier
- Pierre-Jean Chérer : Beaulieu
- Emmanuel Courcol : Arthuis
- Olga Grumberg : Louise
- Benjamin Alazraki : le serveur du dîner
- Stéphanie Cabon : la réceptionniste de l'hôtel de France
- Francia Séguy : la vieille dame
- Thierry Lavat : le serveur du café de la gare
- Élodie Frenck et Emmanuel Barrouyer : les mariés
- Fabienne Saint-Pierre : la tante du marié
- Karine Lazard et Sébastien Cotterot : les témoins
- Claire Laroche : la réceptionniste de l'hôtel Campanile
- Jacques Faugeron : Vincent
- Joséphine Craballo et René Racle : les invités du mariage
- Martine Gautier : la femme du Sud-Ouest
- Mustapha Zerig et Mohamed Zitouni : les adolescents de l'abribus
- Aimée Grosbot : mamy photographe
- Christian Verdier : Luc Wiernick
- Christophe Limat : le garçon du buffet de la gare
- Pauline Chambon : Pauline
- Vincent Lachenal : le garçon du bar